# Kuřecí křidélka Buffalo
Kuřecí křidélka Buffalo (anglicky Buffalo Wings) jsou smažená křidélka, která neodmyslitelně patří do americké kuchyně. Ke smažení se používají jen dvě části křidélka, ta třetí, letka, je pro tento účel nevhodná. Hotová křidélka se před podáváním smíchají s pálivou omáčkou obsahující kajenský pepř, ocet a rozpuštěné máslo. Pokrm údajně vynalezla v roce 1964 Teressa Bellissimo, majitelka baru Anchor v Buffalu ve státě New York. Tradičně se podávají teplá, přílohou je řapíkatý celer a baby karotka, které se namáčejí do dipu z modrého sýra nebo do dipu typu Ranch.

## Popularita

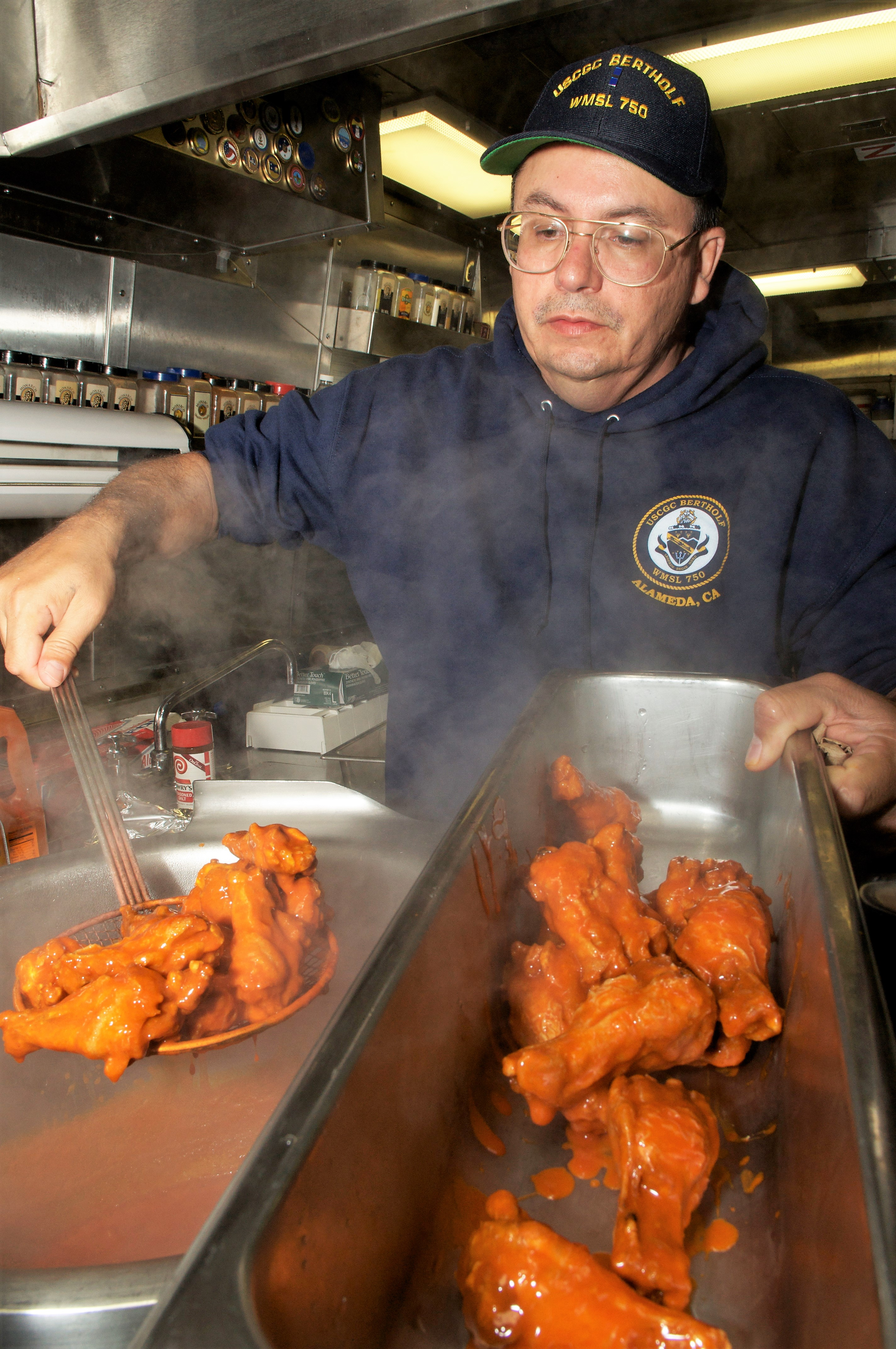
Kuchař připravující křidélka Buffalo

V roce 1977 vyhlásilo město Buffalo 29. červenec Dnem kuřecího křidélka. Od roku 2002 se v Buffalu pořádá Národní Buffalo Wing Festival.
Během sedmdesátých a osmdesátých let získala Buffalo křídélka na popularitě a stala se běžným předkrmem/jídlem v barech a hospodách po celých Spojených státech a Kanadě. Dnes se dají objednat i v McDonald's, Hooter's, v řetězcích Domino Pizza či Pizza Hut. Patří na každou párty, kde se sleduje americký fotbal, zejména Super Bowl.

## Příprava

### Kuře
Tradičně se křidélka smaží v oleji, nejlépe ve fritovacím hrnci, bez toho, aby se obalovala v mouce.

### Omáčka
Kajenský pepř, pálivá omáčka a rozpuštěné máslo nebo margarín jsou základem omáčky Buffalo. Její pálivost závisí na kuchařovi - může být málo, středně nebo velmi pálivá. Osmažená kuřecí křidélka se přidají do mísy s Buffalo omáčkou a před podáváním se s ní důkladně promíchají.

### Servírování
Tradičně se Buffalo křidélka podávají s řapíkatým celerem a s dipem z modrého sýra. V USA si ale nejvíc oblíbili dip Ranch dressing a častou přílohou křidélek je nakrájená mrkev nebo baby karotka.